# 徳丸駅
徳丸駅（とくまるえき）は、鳥取県八頭郡八頭町徳丸にある、若桜鉄道若桜線の駅。

## 歴史
- 2002年（平成14年）3月23日：若桜鉄道の駅として、八東駅 - 丹比駅間に新設開業[1]。
- 2020年（令和2年）8月：上屋を木造風に改修[2][3][4]。

駅構造
若桜方面に向かって左側に単式ホーム1面1線を有する地上駅（停留所）。駅舎はなく、直接ホームに入る形になっている。
駅前に水洗式便所が設置されている。無人駅であり、他の中間駅のような簡易委託も実施されず、自動券売機等も設置されていない。2020年に若桜鉄道の観光列車のデザインを担った水戸岡鋭治による監修で改修された。

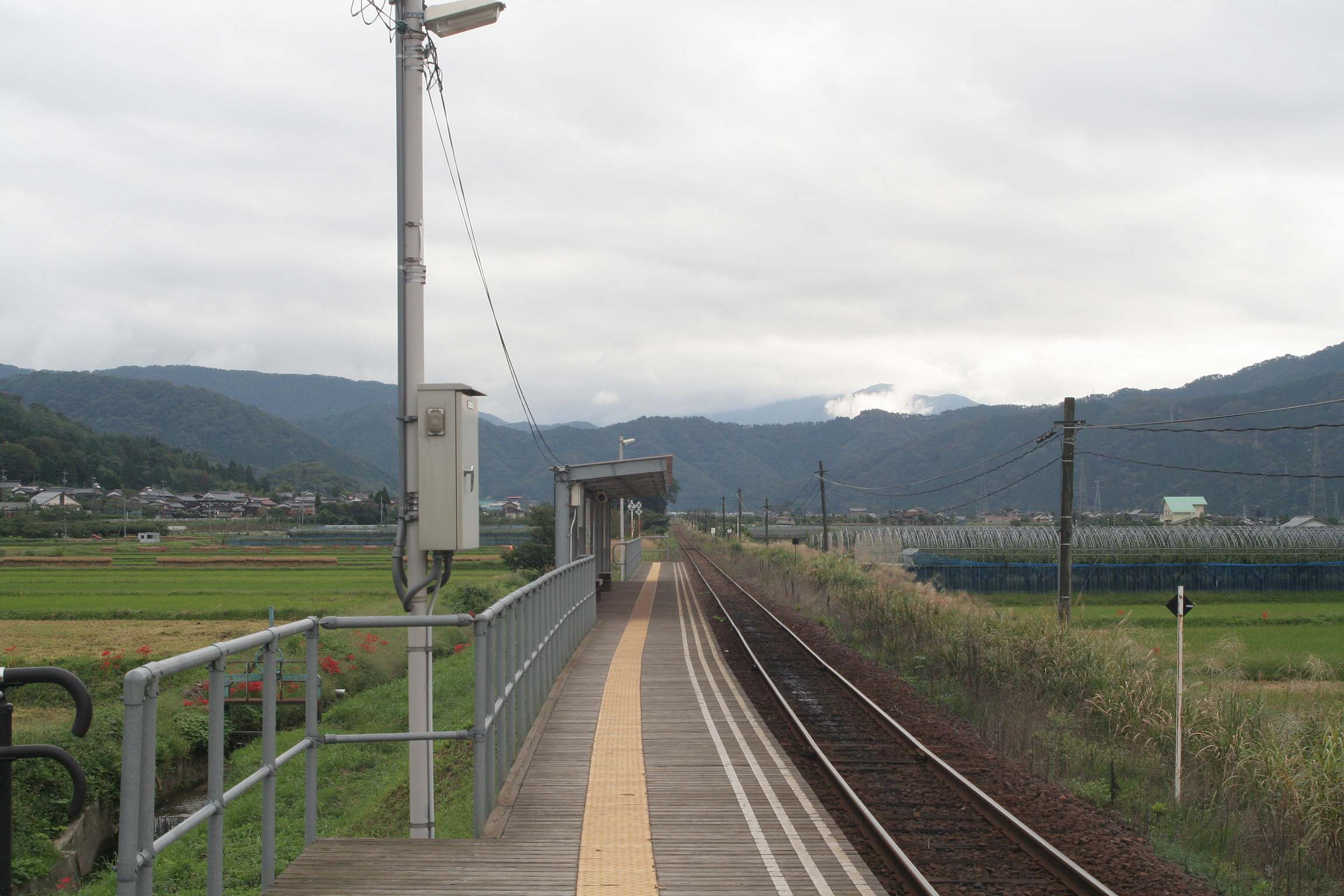
ホーム（2007年10月、リニューアル前)
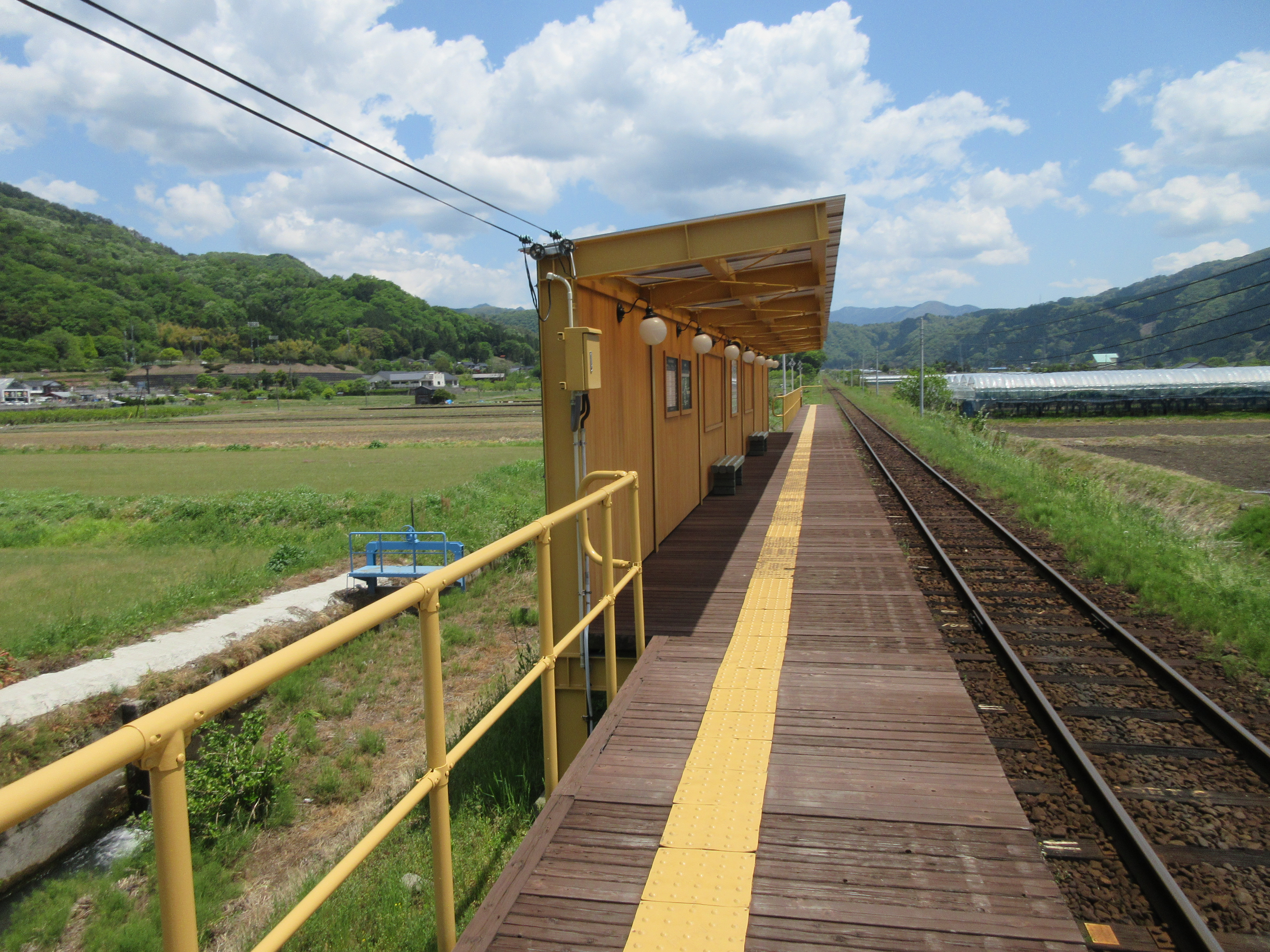
ホーム（2021年5月、リニューアル後）
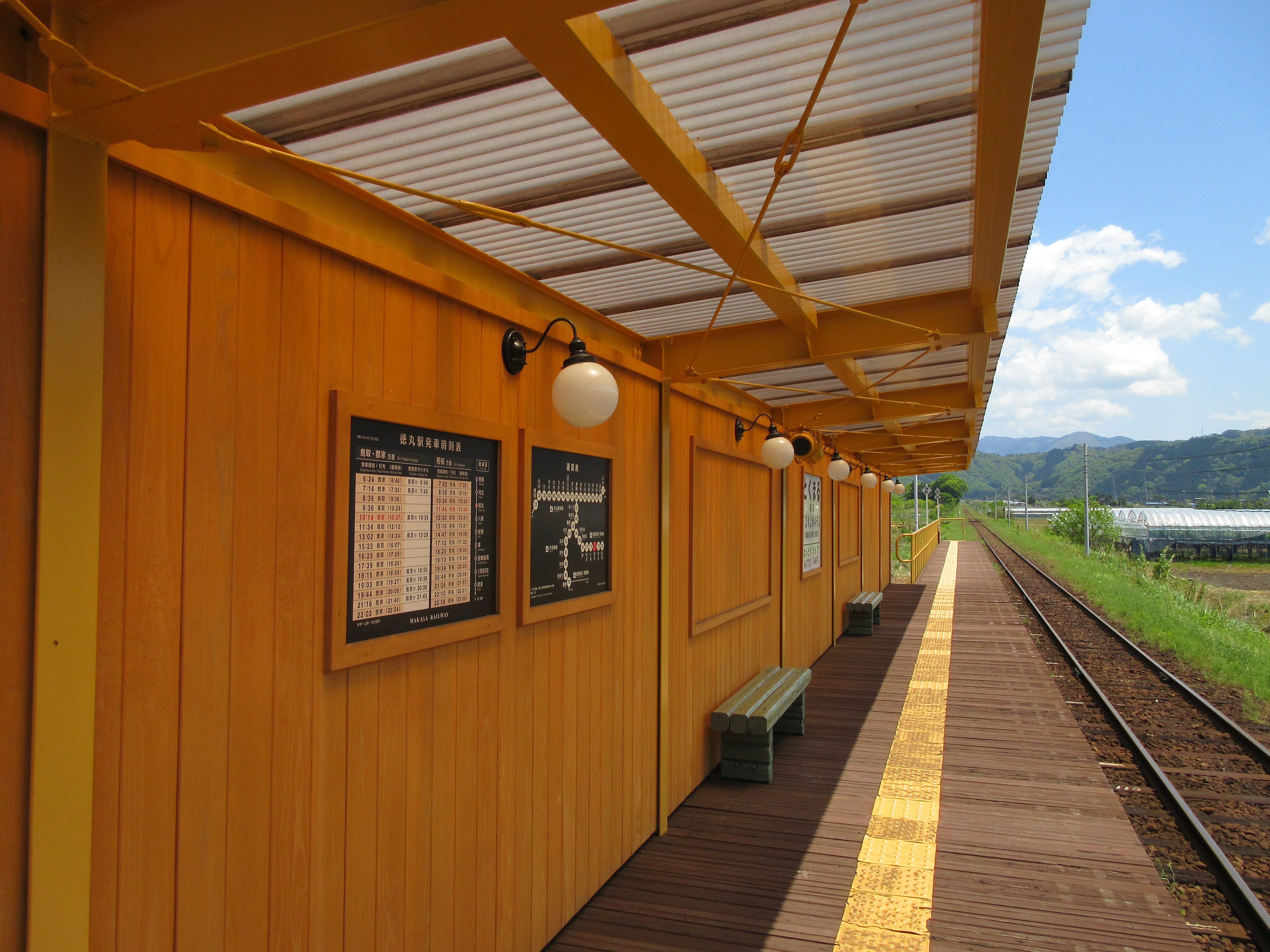
上屋内部（2021年5月、リニューアル後）

## 利用状況
1日の平均乗降人員は以下の通りである。
| 乗降人員推移 | 乗降人員推移 |
| 年度         | 1日平均人数  |
| ------------ | ------------ |
| 2011年       | 42           |
| 2012年       | 36           |
| 2013年       | 46           |
| 2014年       | 22           |
| 2015年       | 25           |
| 2016年       | 30           |
| 2017年       | 36           |
| 2018年       | 32           |

## 駅周辺
- 八東総合運動公園
- 八東フルーツ総合センター
- 道の駅はっとう
- 八東川
  - 徳丸どんど
- 国道29号
- 国道482号

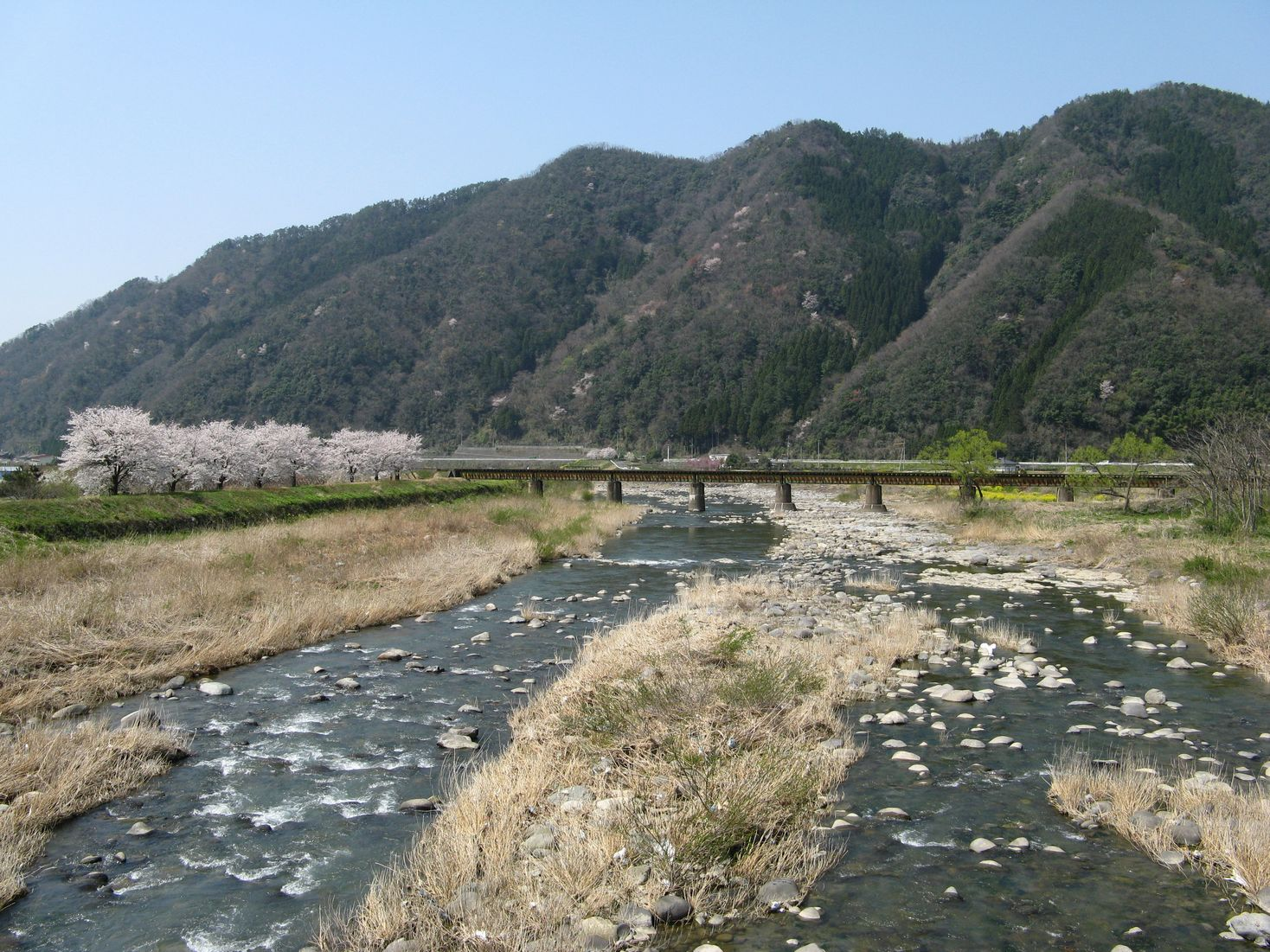
徳丸駅南方の八東川（2009年4月）

- 日交バス下徳丸バス停（国道29号・国道482号沿い）

## 隣の駅
若桜鉄道
■若桜線
八東駅 - 徳丸駅 - 丹比駅